# Hummer
A Hummer amerikai autómárka az Amerikai Egyesült Államok Hadserege által használt HMMWV (High Mobility Multipurpose Wheeled Vehicle – magyarul nagy mozgékonyságú többcélú kerekes jármű), más néven „Humvee” járműveken alapszik. E név alatt a General Motors hatalmas  terepjárókat (H1) és utcai terepjárókat (H2, H3) hozott forgalomba. A Hummer egyike a legnagyobb 4x4 (négykerék-meghajtású) gépjárműveknek, aránylag magas üzemanyag fogyasztással. A márka 2010-ben átmenetileg megszűnt, majd 2020-ban ismét megjelent egy új, elektromos meghajtású modellel.

## Története

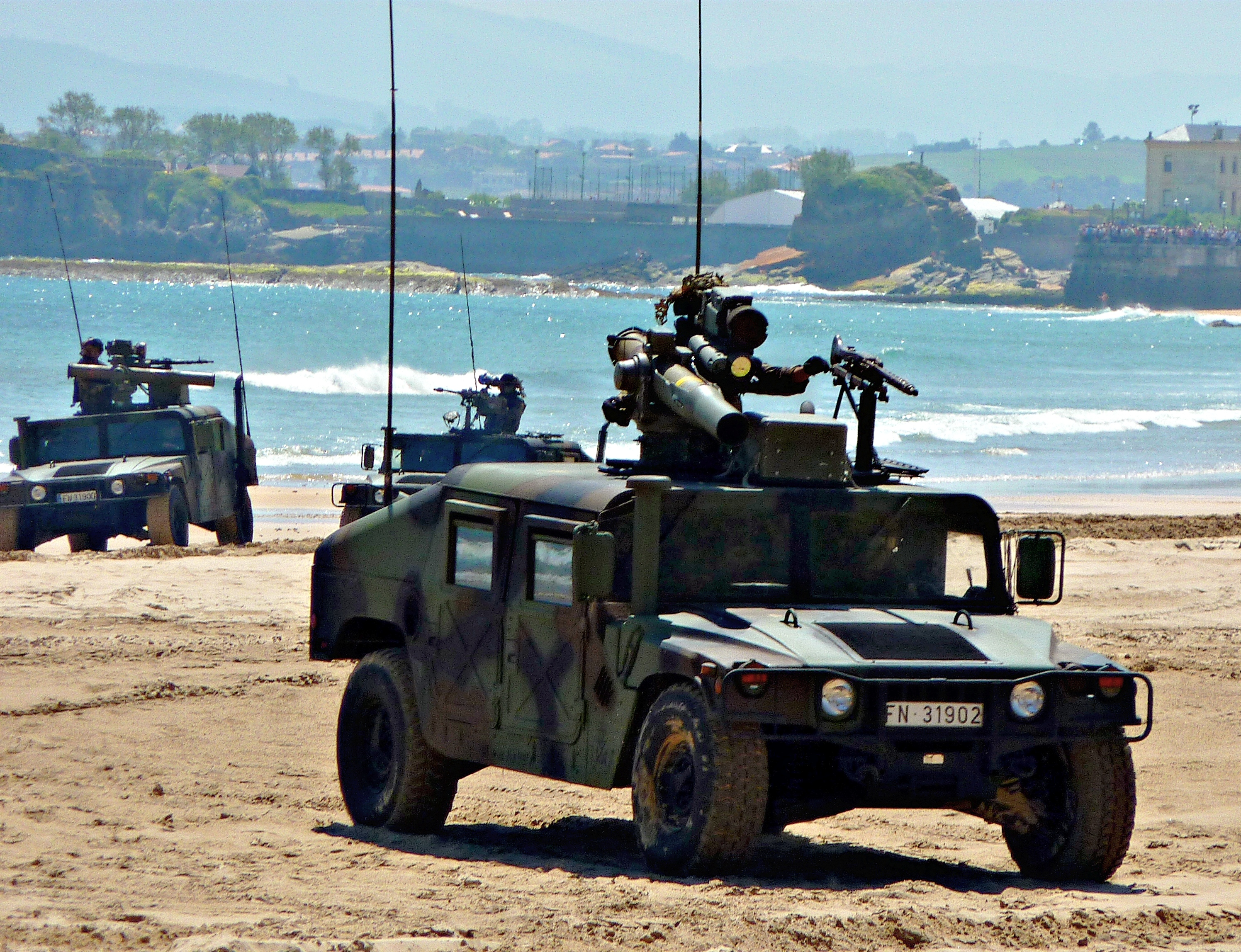
Hagyományos katonai (H1-es) Hummerek

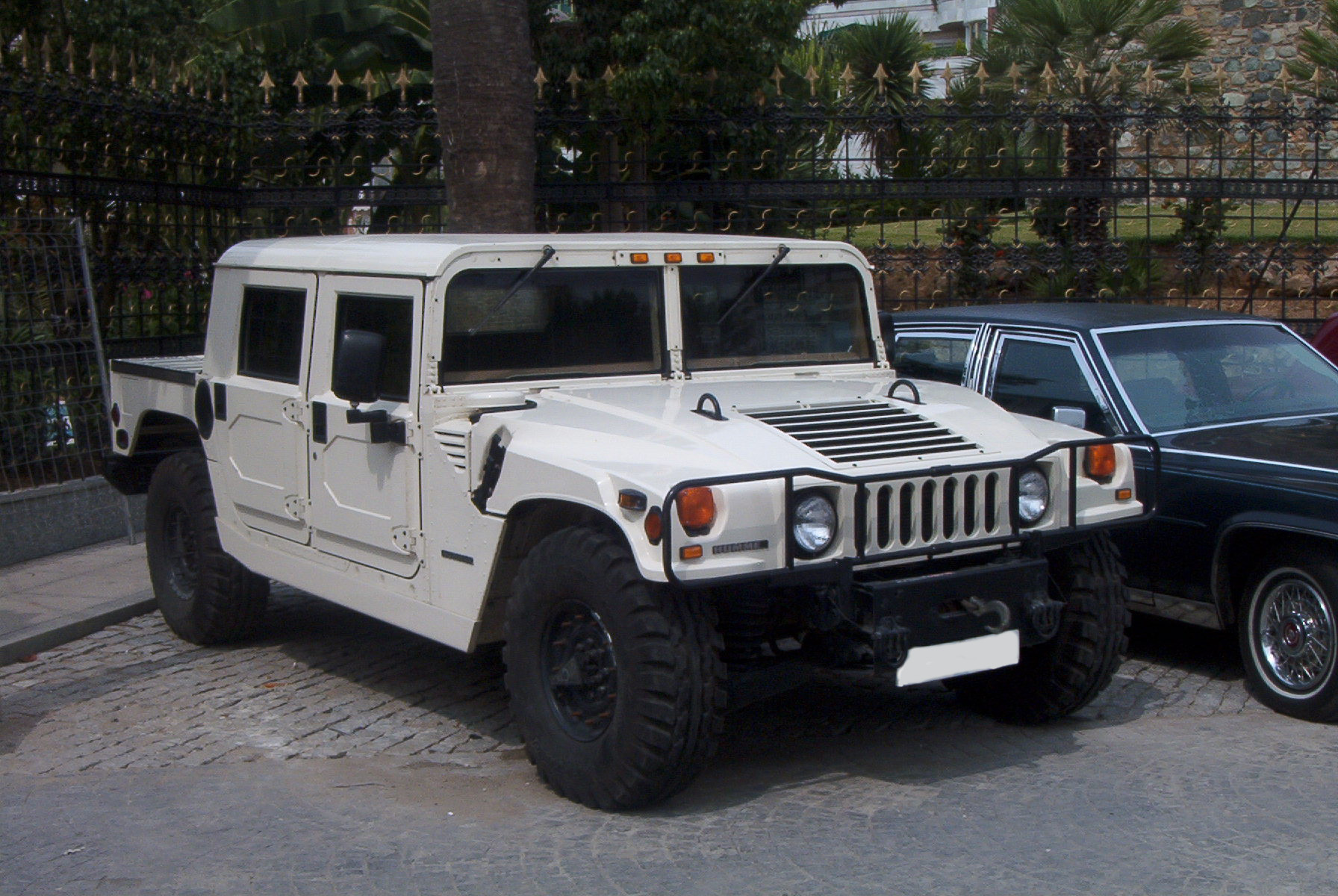
Hummer H1 civil változat

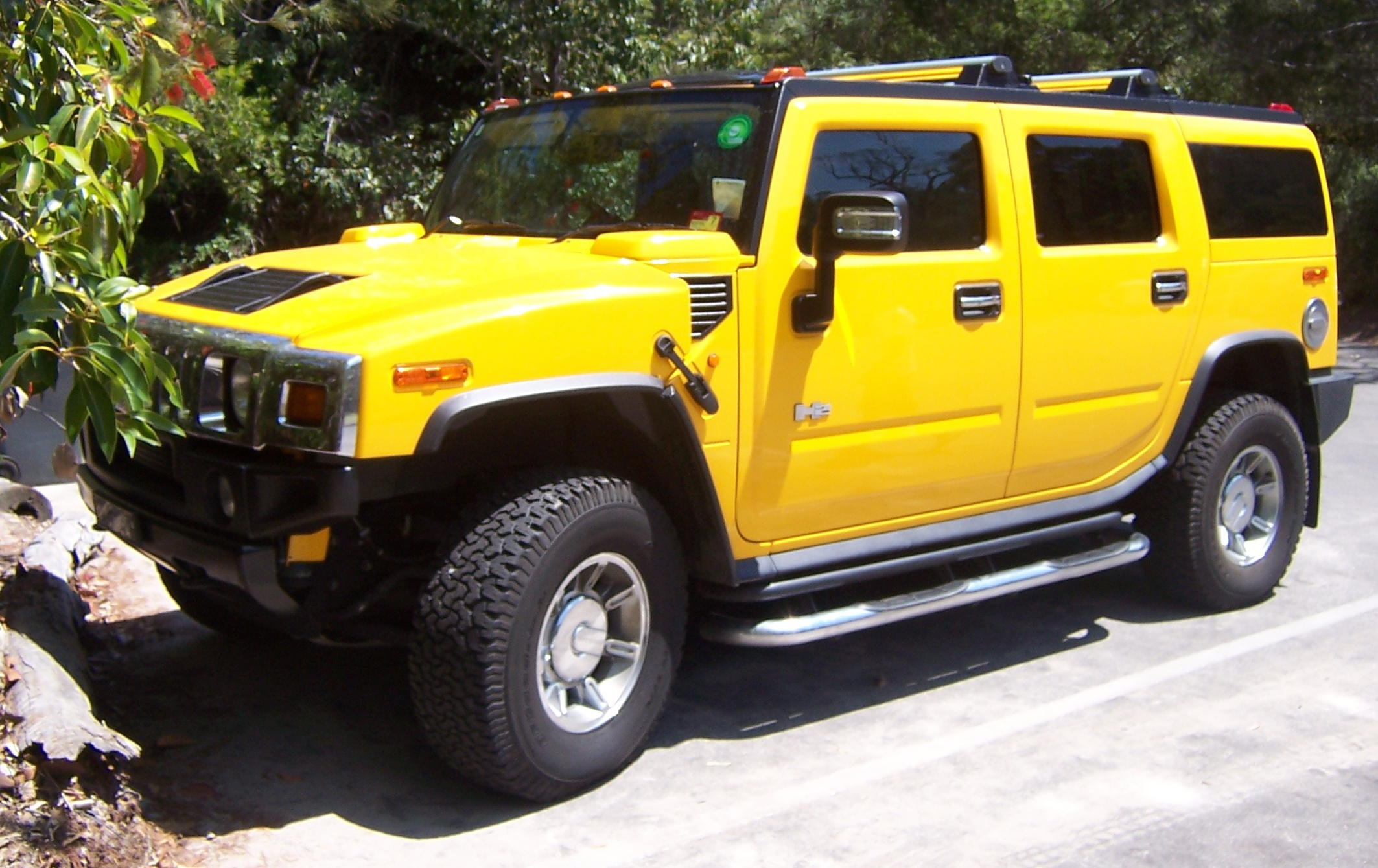
Hummer H2 SUV

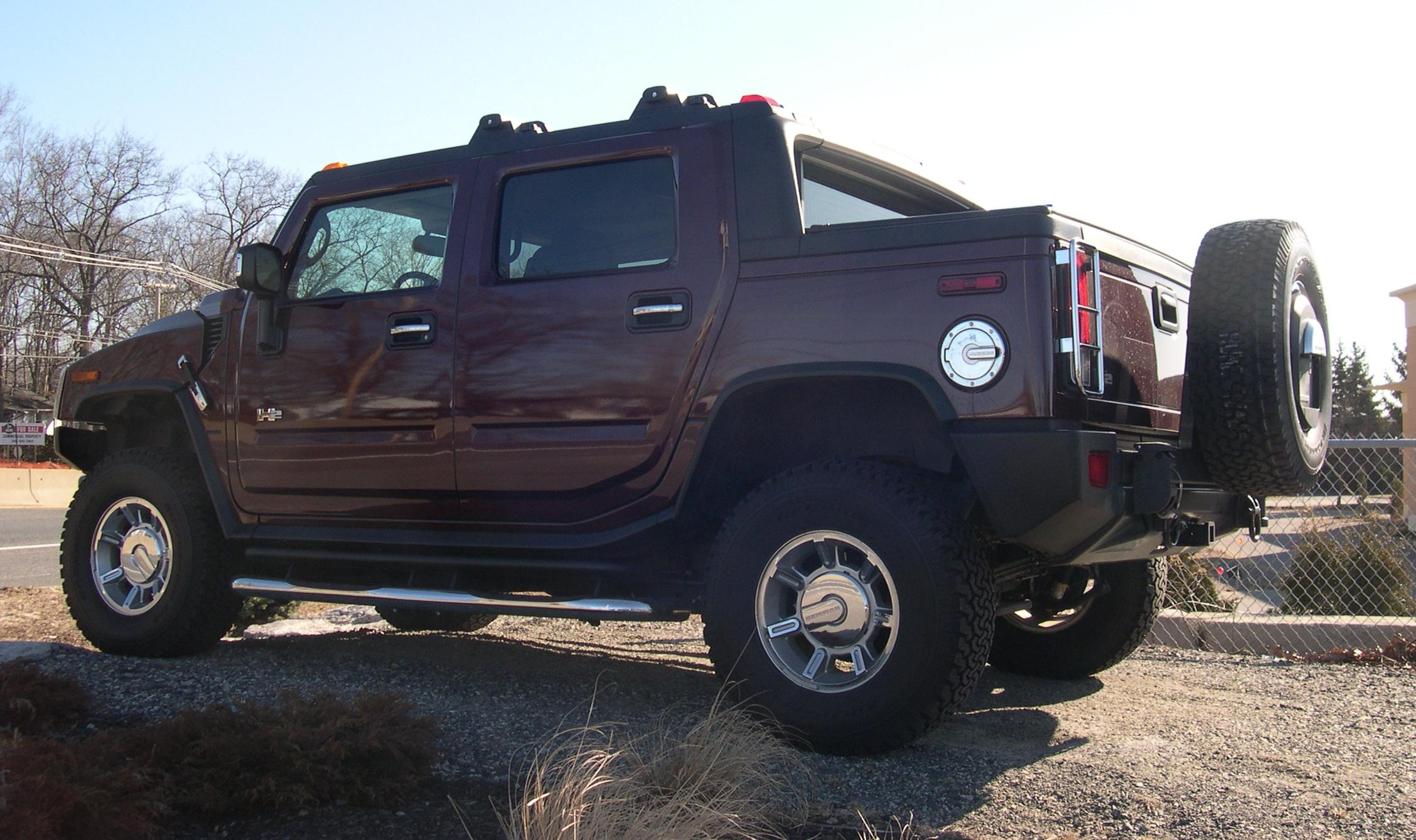
Hummer H2 SUT

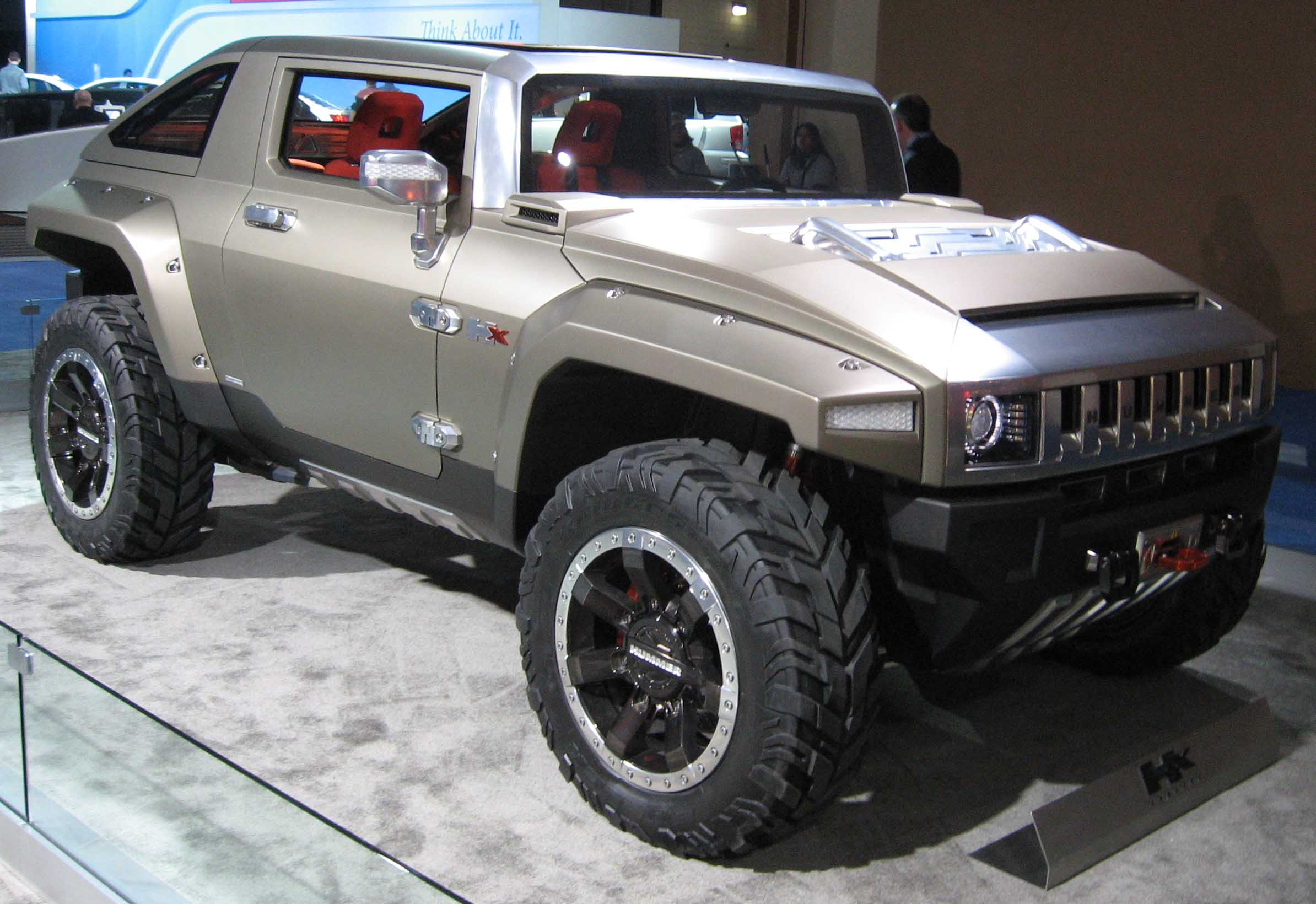
Hummer HX tanulmánymodell

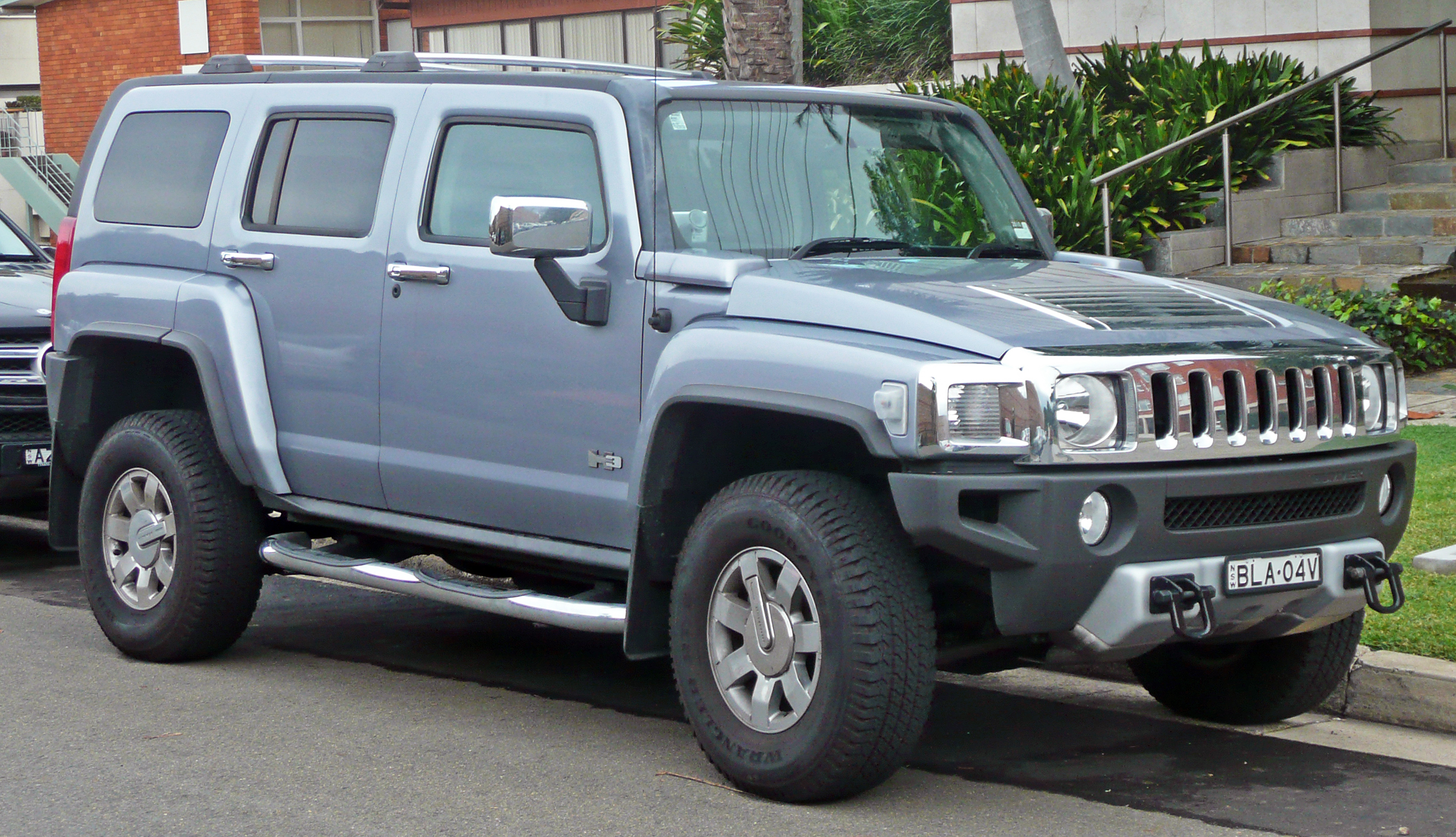
Hummer H3 SUV

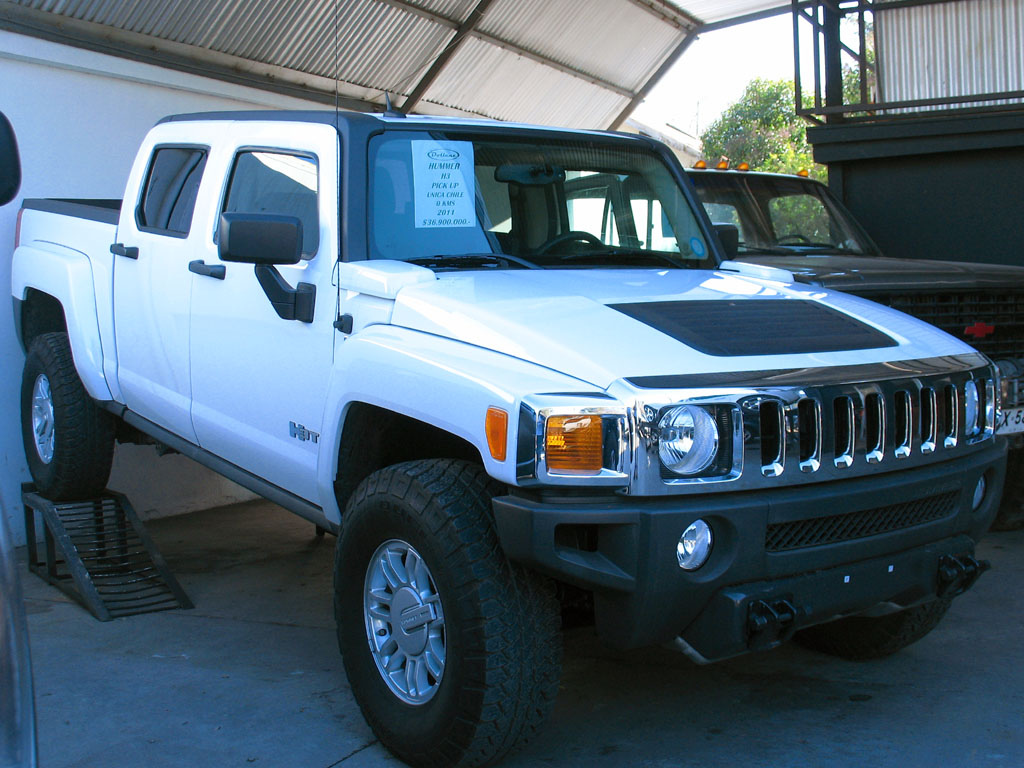
Hummer H3T, a H3-as platós változata hosszabb a kombinál

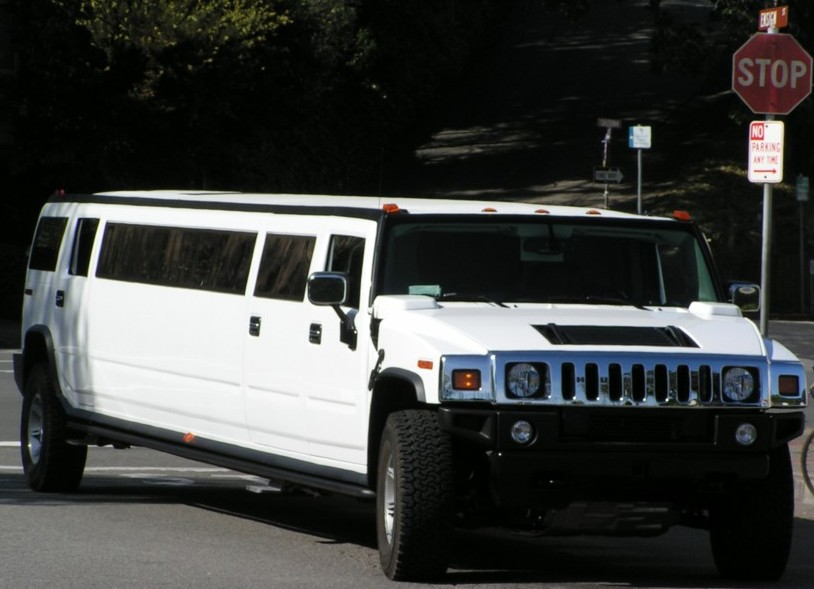
Érdekesség: Hummer H2 nyújtott limuzin, jobb oldalán egy ötödik utasajtóval

A Hummereket eredetileg az AM General vállalat készítette, a korábban az American Motors Corporation katonai és kormány járművekkel foglalkozó csoportjának Indianában található South-Bend-i telephelyén. Az AM General még az 1980-as években tervezte, hogy Hummveejüket civileknek is eladják.
1990-ben két fehér Hummert indítottak útnak Londonból Pekingbe, keresztül a Szovjetunió kemény útjain. A Hummerek könnyen vették a túrát, mivel kifejezetten terepvezetésre tervezték őket. Az utazás eseményeit az Egyesült Államokban az ESPN csatornán közvetítették. Ez a nyilvánosság azonban eltörpül amellett a figyelem mellett, amit a HMMWV kapott a Öbölháborúban a következő évben.
1992-ben, az AM General kezdte el árusítani az M998 High Mobility Multipurpose Wheeled Vehicle (HMMWV vagy Hum-Vee, ahogy a hadsereg hívta) civil változatú járműveit a nyilvánosságnak „Hummer” márkanév alatt. Ebben nem utolsósorban Arnold Schwarzenegger lobbija is közrejátszott, aki civilként korábban már szeretett volna ilyen terepjárót vásárolni, de erre akkor nem volt lehetősége. 
1998-ban az AM General eladta a márkát a General Motors-nak, de továbbra is folytatta a járművek gyártását. A  GM volt felelős az összes AM General által előállított Hummer elosztásért és a piaci árusításáért. A következő pár évben a GM bemutatott 2 új, saját tervezésű modellt, a Hummer H2-t (2002) és Hummer H3-mat (2005), és az eredeti járművet átnevezték Hummer H1-re. A H2 már kifejezetten civil jármű volt, két kivitelben volt kapható, kombi (SUV) és nyitott csomagterű (SUT) változatban. A H3 még kisebb volt, ez kombi kivitel mellett duplafülkés platós (H3T) változatban is kapható volt. Az AM General folytatta tovább a H1 gyártását, majd összevonták a General Motors-szal, hogy együtt állítsák elő a H2-eseket. A H3 a Chevrolet Colorado-val és a GMC Canyon platósokkal karöltve Los Angelesben, Shreveportban építették. 2006-ra a Hummer megindult a nemzetközi pályáján a kiválasztott importőrök és nagykereskedők segítségével  Európában és egyéb piacokon.
2006. október 10. óta a GM  Dél-Afrikában, a Port Elizabeth-i gyártelepén állította elő a Hummer H3-t a nemzetközi piacokra. Ezek dél-afrikai eladásra valamint ausztráliai, európai, közel-keleti és japán exportra készültek. 2006 októberére 34 országban már 300 kereskedő árusította a Hummer járműveket. Ebből 173 az USA-ban volt található. 
A H2  Oroszországban is összeszerelték, ami 2004 júniusában indult  Kalinyingrádban az Avtotor cég által. A telep csak pár száz darabot gyártott évente, és azt is csak a helyi fogyasztópiacra volt limitálva (mindössze öt kereskedés volt Oroszországban).
2006. május 16-án a GM bejelentette, hogy az eredeti Hummer H1 gyártását beszüntetik. A GM vezérigazgatója Rick Wagoner közzé tette, hogy a Hummer márkajelzéssel ellátott gépjárművek bio-üzemanyag meghajtással fognak futni a 2006-os Los Angeles-i Nemzetközi Autókiállításon.
2008-ban bejelentették, hogy felmerült a márka megszüntetése vagy átalakítása, miután a magas olajárak miatt csökkent a kereslet a Hummerhez hasonló nagy terepjárókra. Több tárgyalás és megkeresés is történt többek közt indiai és kínai befektetőkkel, akik esetleg megvették volna a márkát, de ezek végül nem vezettek eredményre; miután a kínai féllel sem sikerült megegyezni, 2009-ben bejelentették a Hummer megszüntetését, a H2-es modell gyártását ugyanebben az évben szüntették be, míg a H3-asét 2010-ben.

### GMC Hummer EV

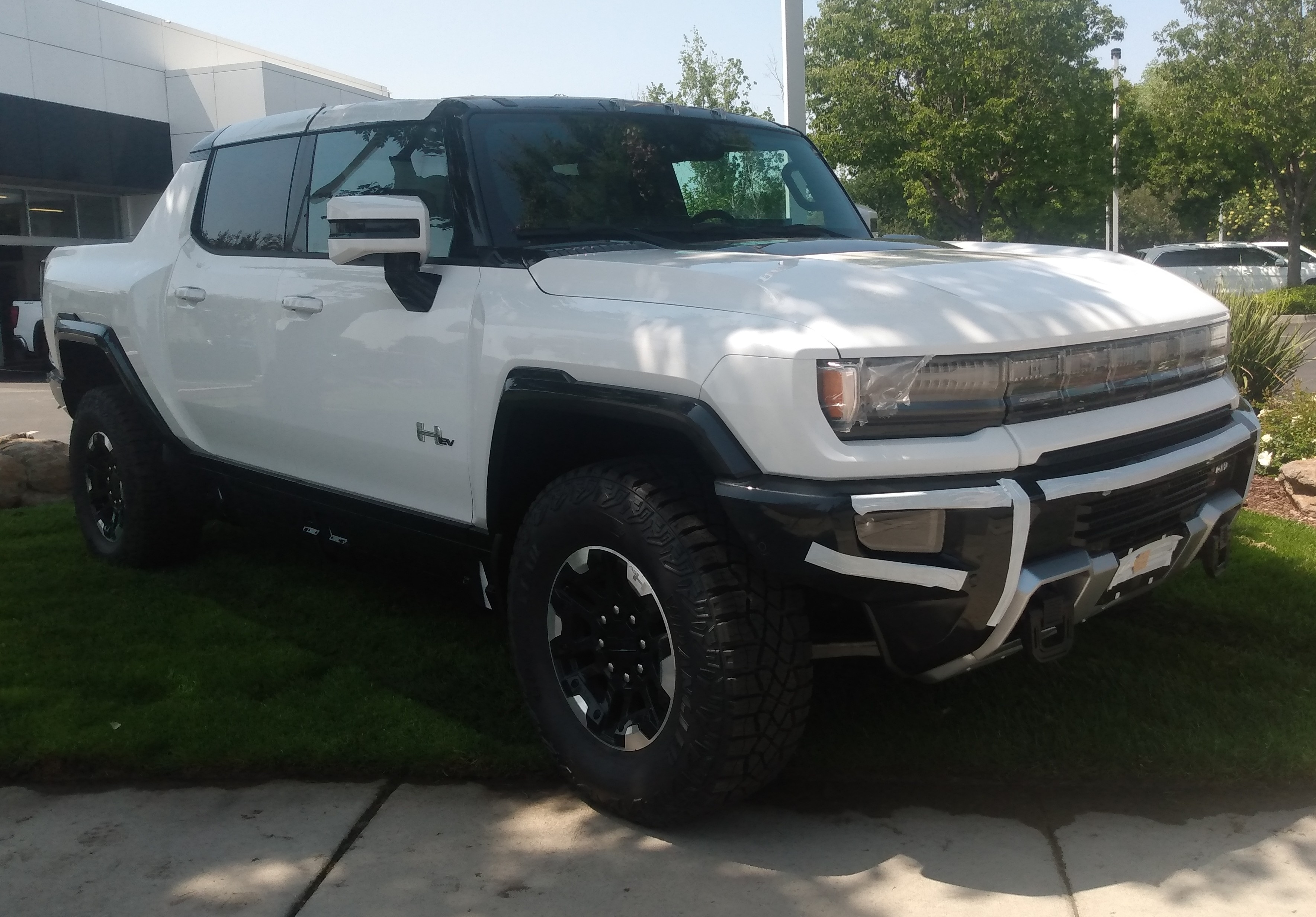
GMC Hummer EV

Kilenc évvel a márka leállása után, 2019-ben újabb mozgolódás történt, mely előre vetítette egy új autó lehetőségét; 2020-ban több cikk is foglalkozott egy új, elektromos hajtású Hummer megjelenésével, melyet némi titkolódzás után 2020 végén mutattak be, ez lett a GMC Hummer EV. A kocsi az elődök szögletes formavilágát idézi meg, melyhez már teljesen új belső komfort és felszereltség tartozik. Meghajtásáról a GM Ultium akkumulátor-építőkészlete gondoskodik 800 V rendszerfeszültséggel. A kocsi teljesítményét 1000 lóerőre(!) (746 kW) kapacitálták. Az akkumulátor akár 350 kW teljesítménnyel is tölthető, és több mint 350 mérföldre, azaz 560 km-re elegendő energia tárolására alkalmas. A GMC Hummer EV-t először platós (SUT) kivitelben mutatták be, ezután érkezett a némileg rövidebb, zárt kombi (SUV). A kocsit egy ízben Joe Biden amerikai elnök is kipróbálta. Az elektromos Hummer gyártása 2021 végén kezdődött, és kifejezetten drága autó lett a 110 000 dolláros induló árával, de másodkézből még drágább is lehet. Az ok, hogy a drágaság ellenére évekre előre beteltek a megrendelések, a várólista akár két évre is szólhat, miután állítólag elsőre 65 ezer megrendelés érkezett az egyelőre alacsony termelésű gyártóhoz. A gyártást nehezítette az is, hogy a GM nem jutott az elektromos hajtáshoz szükséges elegendő nyersanyagokhoz. 2023-ban egy több, mint 500 km-es hatótávú verzió is megjelent X3 néven.

## H1 és HMMWV összehasonlítása
A Hummer H1 nem más, mint egy, a civilek számára gyártott HMMWV, némi különbséggel: nincs páncélzata, sem fegyverzete. Habár a meghajtás, alváz, karosszéria, felfüggesztés stb. ugyanaz. A karosszérián még a fegyverek rögzítési pontjai is megtalálhatók, ahogy a légi szállításnál használt függeszkedési fülek is. A H1 a HMMWV-től még abban tér el, hogy civil kinézete van, a terepszínen kívül természetesen bármilyen más színű is lehet, esztétikus belsővel, kényelmes, akár bőrhuzatú ülésekkel, sztereó rádióval, vagy esetlegesen légkondicionálóval is rendelkezik. (Ezeken kívül gyakran még más plusz extrákkal is felszereltetik az autókat, pl. LCD-tévével. Különösen azok néhol előforduló átalakított változatait.) Ennek eredménye lett a H1 mint civil kereskedelmi változat, aminek a bemutatott tulajdonságait a feljavított katonai változat is magában foglalja. A H1 elektronikai rendszere 12 V-os, amit két akkumulátorral, párhuzamos kapcsolással lát el. A HMMWV 24 V-tal működik, ahol a két akkumulátor sorosan van kapcsolva.

## Rajongók
Mindenfelé az USA-ban és a nemzetközi piacokon is Hummer rajongók csoportjai alakultak ki. Ők azok a tulajdonosok, akik a kocsijukat terepvezetése és kikapcsolódásra, szórakozásra használják.

## Modellek
- Hummer H1 (Civil változatát már nem gyártják)
- Hummer H2
  - Hummer H2 SUT (Sport utility truck - magyarul szabadidő autó)
- Hummer H3
  - Hummer H3t
  - Hummer H3x
  - Hummer H3 Alpha
- GMC Hummer EV

## Fordítás
Ez a szócikk részben vagy egészben  a   Hummer című angol Wikipédia-szócikk fordításán alapul.  Az eredeti cikk szerkesztőit annak laptörténete sorolja fel. Ez a jelzés csupán a megfogalmazás eredetét és a szerzői jogokat jelzi, nem szolgál a cikkben szereplő információk forrásmegjelöléseként.